# Salzwelten

Logo

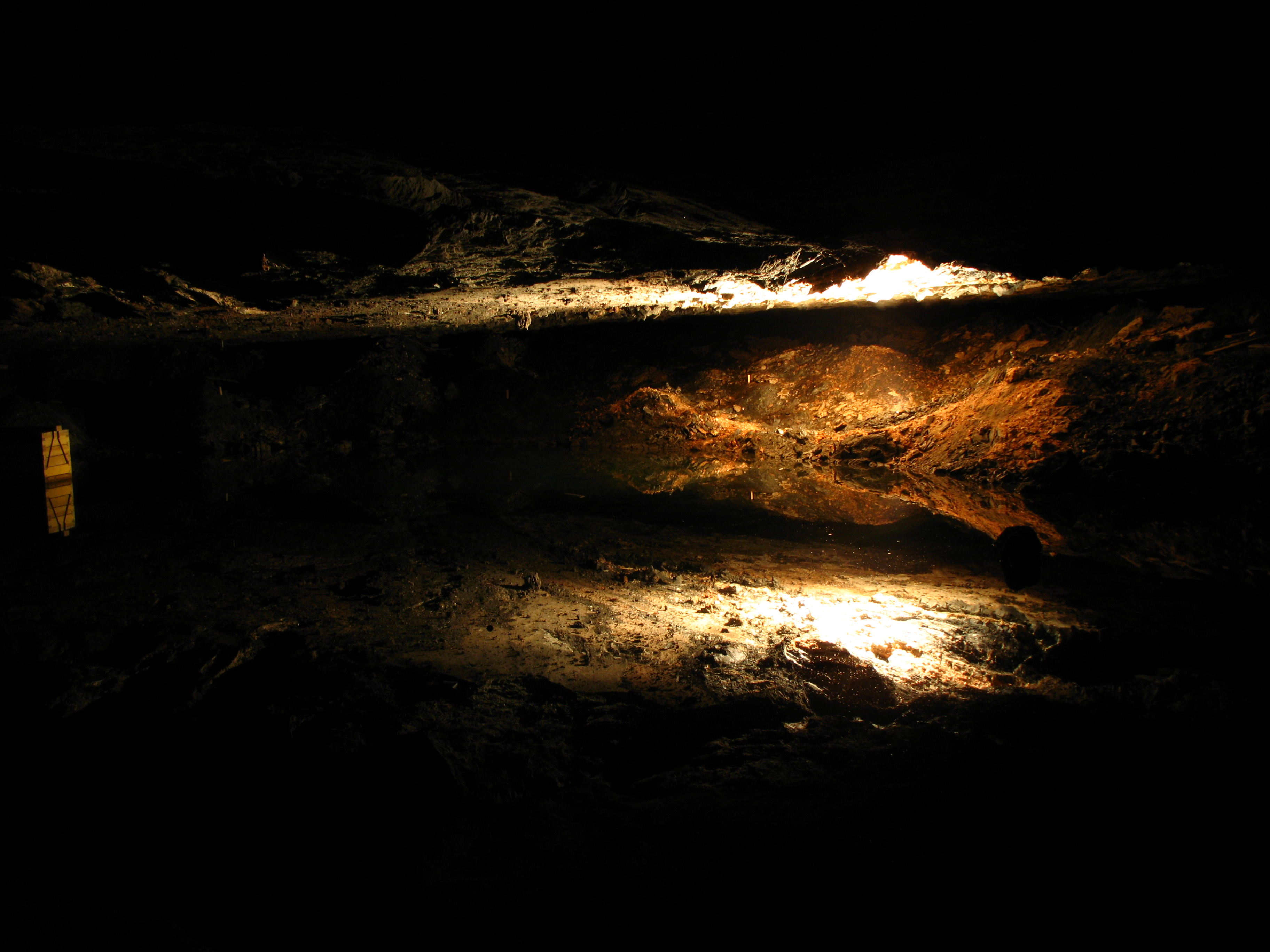
See im Salzbergwerk

Salzwelten ist ein aus touristischen Erwägungen im Jahr 2005 geschaffener Sammelbegriff für drei als Schaubergwerk zugängliche Salzbergwerke in Österreich. Jeweils eines befindet sich in Hallstatt (Oberösterreich), im Halleiner Stadtteil Bad Dürrnberg (Salzburg) sowie in Altaussee (Steiermark).

## Salzwelten Salzburg
Das Schaubergwerk befindet sich in der Tennengauer Bezirkshauptstadt Hallein und war zuvor als Salzbergwerk Hallein bekannt. Der neue Name wurde gewählt, um die Lage des Bergwerks im Land Salzburg sowie dessen Bedeutung für die Stadt Salzburg zu kennzeichnen.
Im Halleiner Bergwerk wurde bereits vor rund 2500 Jahren von den Kelten Salz abgebaut. Dank des großen Salzvorkommens im Dürrnberg konnte Fürsterzbischof Wolf Dietrich von Raitenau mit den reichen Erträgen zum Ausbau der barocken Residenzstadt Salzburg beitragen. Besonderheiten in diesem Bergwerk sind zwei lange Bergmannsrutschen, eine Fahrt mit der Grubenbahn, eine unterirdische Floßfahrt auf einem Salzsee und ein als „Keltendorf“ bezeichnetes, kleines Freilichtmuseum über Tage.

## Salzwelten Hallstatt

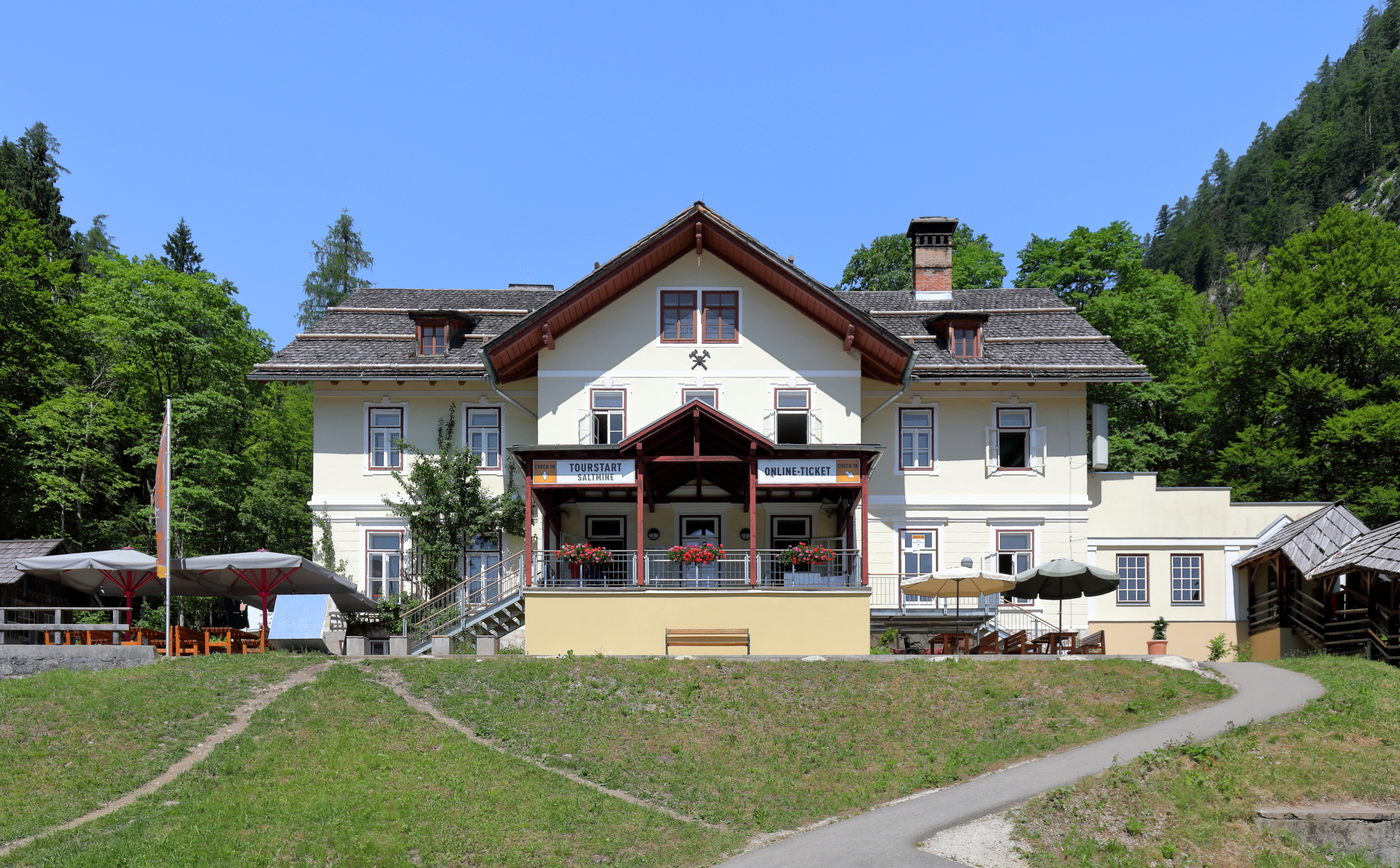
Eingang zu den Salzwelten Hallstatt

Lebensbild Bergbau in Hallstatt ca. 1300 v. Chr. - By Dominic Groebner, Hans Reschreiter, NHM Wien

Die Hauptattraktionen der Hallstätter Salzwelten sind eine 64 m lange Bergmannsrutsche, die als die längste Europas gilt, sieben sehr große Salzkristalle in der Salzkristallkammer und ein unterirdischer Salzsee. Ab 2015 wird auch eine bei montanarchäologischen Untersuchungen im Salzberg gefundene Holzstiege zu sehen sein. Die Stiege, die vor 3500 Jahren im Salzberg von prähistorischen Bergleuten benutzt wurde, ist die älteste erhaltene Holztreppe auf dem europäischen Kontinent.
Zentrales Thema der Hallstätter Salzwelten ist der prähistorische Bergbau, für den der 1734 im Berg gemachte Fund der Leiche eines Bergmannes aus der Latènezeit als Aufhänger dient. Dieser „Mann im Salz“ dürfte um 350 v. Chr. bei einer Katastrophe im Bergwerk verschüttet worden sein.
Obertägige Funde vom Salzberg und aus dem Tal, wie Steinbeile und Hirschgeweihpickel, legen nahe, dass in Hallstatt seit über 7000 Jahren Salz gewonnen wird.
Die montanarchäologischen Untersuchungen im Salzberg, die seit den 1960er Jahren von Wissenschaftlern des Naturhistorischen Museums in Wien in Kooperation mit der Salinen Austria AG und seit 2013 auch der Salzwelten GmbH durchgeführt werden, konnten den untertägigen Abbau ab etwa 1500 v. Chr. belegen. Es gibt weltweit bislang keinen älteren Nachweis eines Salzbergwerks. Da die aus den ältesten bekannten Zeugnissen ermittelte Abbautechnik bereits ausgereift ist, dürften die Anfänge der Salzgewinnung in Hallstatt nach Meinung der beteiligten Forscher deutlich früher datieren.
In den Hallstätter Salzwelten sind neben den Spuren des prähistorischen Abbaus auch nachgestellte Szenen zu sehen, die die unterschiedlichen Abbautechniken während der verschiedenen Epochen erklären.

## Salzwelten Altaussee
In den Salzwelten Altaussee wird bis heute Salz abgebaut. Dieses Bergwerk im äußersten Nordwesten der Steiermark ist die größte Salzlagerstätte Österreichs. Während des Zweiten Weltkriegs wurden hier 7000 zum Großteil aus österreichischen und deutschen Museen stammende Kunstgüter eingelagert. In den letzten Tagen des Krieges kam vom Linzer Gauleiter der Befehl, das Bergwerk zu sprengen, um die Kunstschätze zu vernichten. Acht getarnte Fliegerbomben wurden dafür in das Innere der Grube gebracht. Das Vorhaben wurde jedoch von aufmerksamen Bergleuten verhindert. Bekannte eingelagerte Gemälde waren unter anderem der Genter Altar und bekannte Gemälde wie die Sixtinische Madonna von Raffael, der Turmbau zu Babel von Pieter Brueghel und die Dame mit Hermelin von Leonardo da Vinci. Sehenswert in diesem Bergwerk ist die Barbara-Kapelle mit einem aus reinen Salzsteinen gefertigten Altar. Besonderheiten sind auch hier zwei Bergmannsrutschen und eine unterirdische Seebühne, bei der eine effektvolle Lichtshow präsentiert wird. Seit 2010 beherbergen die Räumlichkeiten des Schaubergwerks Altaussee zudem die Ausstellungsreihe Kunst am Steinberg, die in jährlichen Gruppenausstellungen bis zu fünf Künstlern ein Forum für ihre Kunst bietet.